# Machneh Israel
Machneh Israel (in ebraico מחנה ישראל (חב"ד)‎? è un'organizzazione di servizi sociali del movimento ebreo ortodosso chassidico Chabad-Lubavitch. Machneh Israel è stato fondato dal leader Lubavitch, Rabbi Yosef Yitzchok Schneersohn nel maggio 1941, e ne è rimasto alla guida fino alla morte, nel 1950. Suo genero Rabbi Menachem Mendel Schneersohn fu nominato direttore responsabile. Nel suo testamento, Rabbi Menachem Mendel citò diversi membri del movimento come possibili capi dell'organizzazione dopo la sua morte, e l'unico sopravvissuto è Rabbi Yehuda Krinsky.  Il Fondo Sviluppo Machneh Israel fu stabilito successivamente, nel 1984, per assistere finanziariamente ed espandere le istituzioni Chabad.

## Missione
L'organizzazione si adopera ad incoraggiare il rispetto della Torah, l'osservanza delle Mitzvot e il ritorno degli ebrei a Teshuva (pentimento). Inoltre, obiettivo dichiarato dell'organizzazione è quello di diffondere il messaggio del precedente Rebbe Lubavitcher: "Più veloce si va a Teshuva, più veloce arriva la redenzione (Moshiach)".

## Progetti e dipartimenti
Mishnayoth Baal Peh: sei parti della Mishna vengono suddivise tra i membri con una lotteria in modo da completare tutta la Mishna una volta all'anno.
Società Tehillim: Machneh Israel crea delle "Società dei Salmi" (Tehillim) per la recitazione quotidiana di salmi ed incoraggiare e rafforzare le altre società simili. Infatti le Società Tehillim collaborano con  la Società Universale Tehillim, fondata nella Città Vecchia di Gerusalemme.
Chalukat Hashas: l'intero Talmud viene suddiviso tra i membri di Machneh Israel con ogni membro che si impegna a completare un trattato entro la fine dell'anno.
Keren Hashana: una raccolta fondi per i bisognosi, che avviene durante le Festività ebraiche principali.